# 上華控股
上華控股有限公司（除牌當時為0371.HK），曾是香港交易所上市，是在1989年成立，主要業務當時為銷售電子產品。是在1993年以「運亮國際」上市。當時上市最高30元（合股調整後，如下同），後來發生財政問題，長期股價下跌，在2000年，當時傳出被日本電信電話收購，炒高50元以上，但未獲證實，開始打回原形。
而在2008年，出售電子業務，轉移管理水務。而在股東大會通過後，現時為北控水務集團至今。

## 連結
- 北控水務集團
- 北控水務集團webb-site.com資料（页面存档备份，存于）